# Asilaris semidentaticornis
Asilaris semidentaticornis är en skalbaggsart som först beskrevs av Maurice Pic 1937.  Asilaris semidentaticornis ingår i släktet Asilaris och familjen långhorningar. Inga underarter finns listade.